# Heuchera villosa
Heuchera villosa är en stenbräckeväxtart som beskrevs av André Michaux. Heuchera villosa ingår i släktet alunrötter, och familjen stenbräckeväxter. Utöver nominatformen finns också underarten H. v. arkansana.

## Bildgalleri

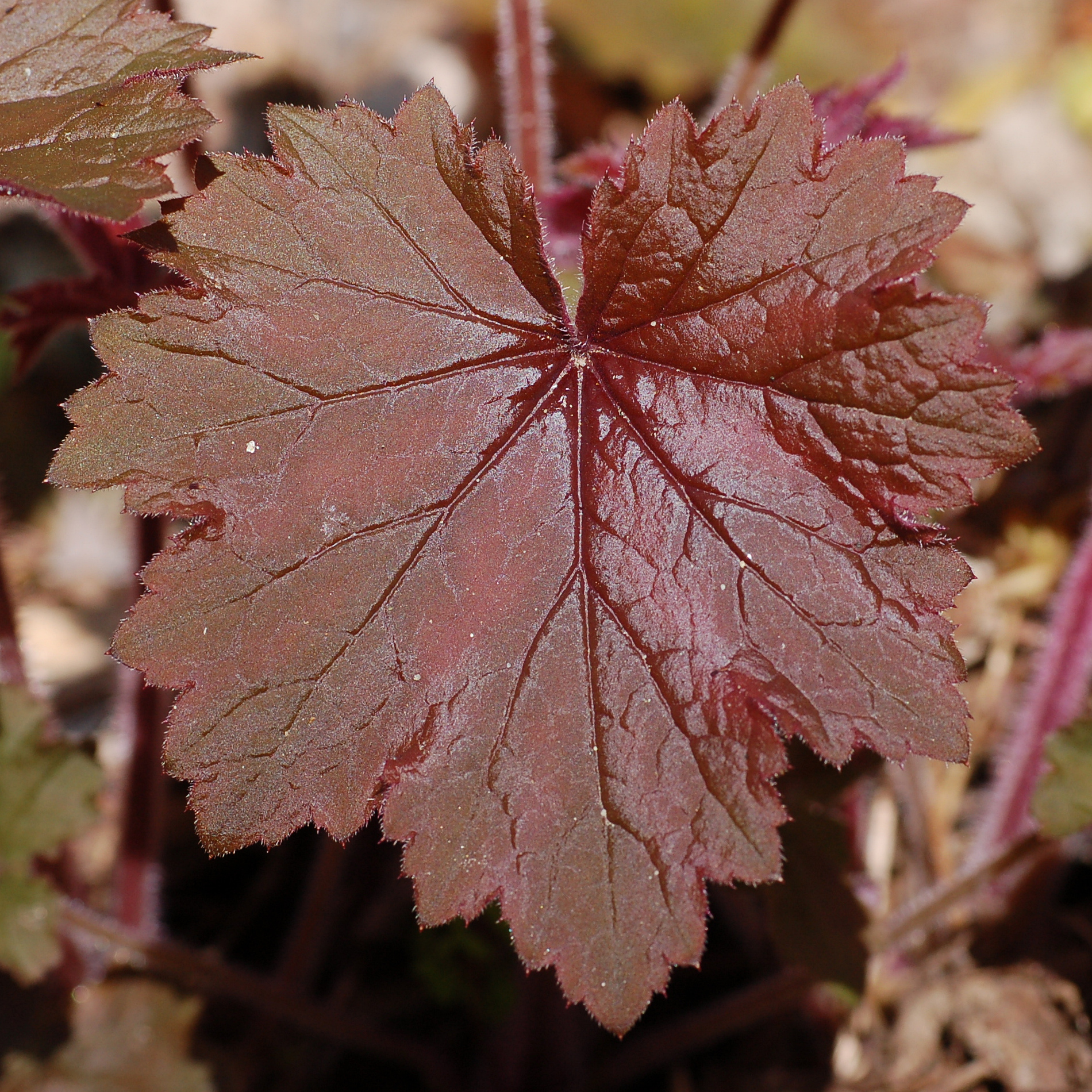